# Doopsgezinde kerk (Zijldijk)
De Doopsgezinde kerk van Zijldijk (ook vermaning) is een eenvoudige zaalkerk  uit 1772 in het Groningse dorp Zijldijk. Het gebouw werd in 1973 aangewezen als rijksmonument. 
De vermaning oogt als een schuur. In de zijmuren zijn spitsboogvensters aangebracht. Boven de ingang zit een stichtingssteen met het jaartal 1772. Het gebouw heeft waarschijnlijk een voorganger gehad uit begin 1700.
In de tijd dat deze werd gebouwd was het voor Doopsgezinden niet verboden een eigen kerk te hebben, maar de kerk mocht niet als zodanig kenbaar zijn. De vermaning in Zijldijk is de enige uit die tijd in de provincie Groningen die bewaard is gebleven. Het gebouw is nog steeds als kerk in gebruik. 
Ook van binnen is de kerk eenvoudig ingericht, met een preekstoel en banken in twee rijen. Tot 1935 had de kerk een kabinetorgel uit 1777 van de Amsterdamse orgelbouwers Vool & Groet, met toevoegingen van H.E. Freytag uit 1844, dat tegenwoordig eigendom is van het Groninger Museum en in de Menkemaborg in Uithuizen staat. Het orgel van Hendrik Spanjaard uit Amsterdam dat daarna werd geplaatst, was begin 21e eeuw totaal versleten. In 2004 kreeg de gemeente een nieuw orgel, gebouwd door F.R. Feenstra te Grootegast.
Achter de kerk staat de kosterij, ook uit de 18e eeuw. Het gebouw werd in 1840 verbouwd en in 1880 uitgebouwd. Het wordt zelfstandig beschermd als rijksmonument.

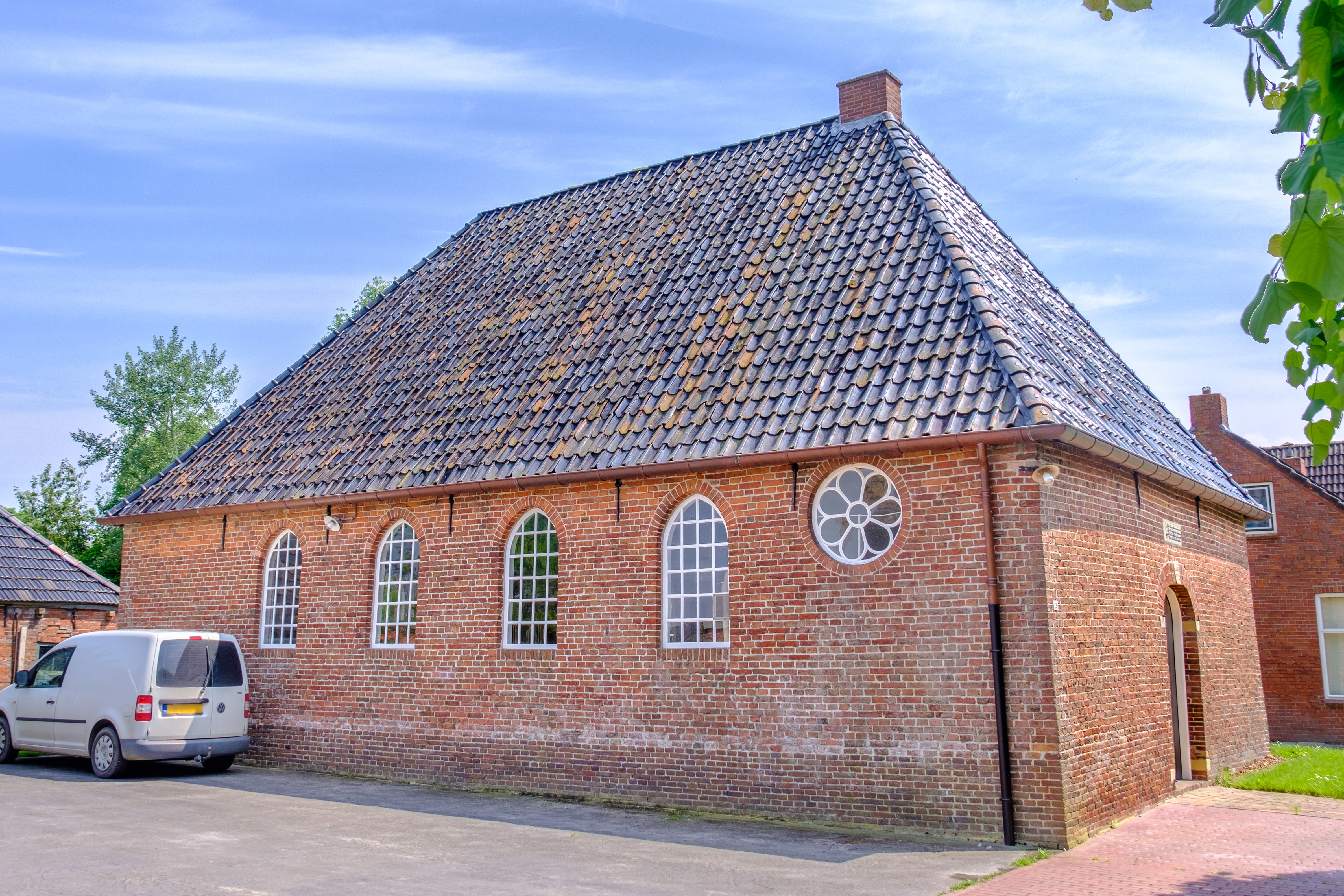
Zijaanzicht
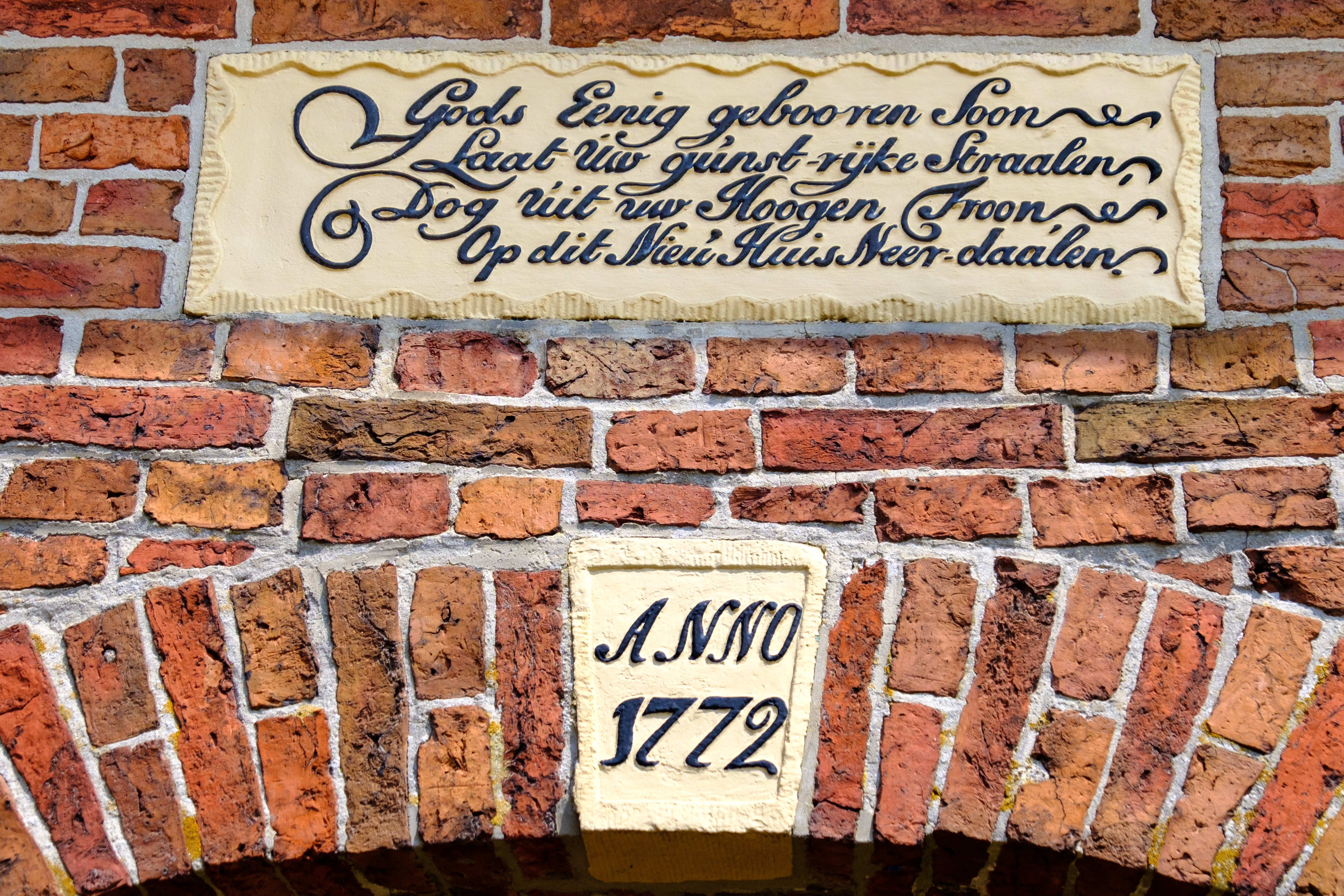
Gevelstenen boven de ingang
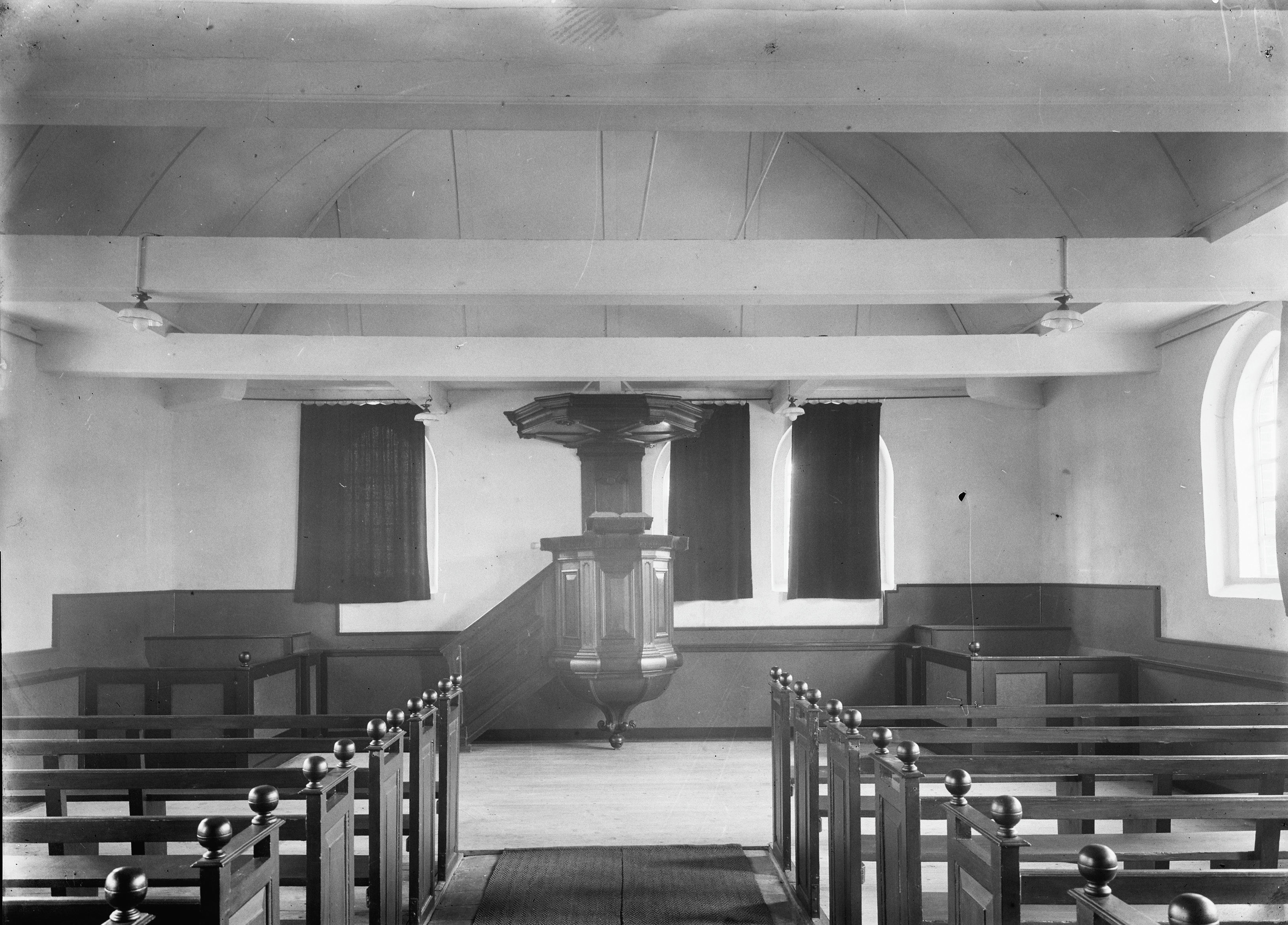
Interieur (1934)